# Karl-Heinrich Mihr
Karl-Heinrich Mihr (ur. 22 sierpnia 1935 w Gudensberg) – niemiecki polityk i działacz związkowy, poseł do Parlamentu Europejskiego I, II i III kadencji.

## Życiorys
Kształcił się jako robotnik wykwalifikowany. W latach 1961–1994 zatrudniony w fabryce Volkswagen AG w Kassel-Baunatal, gdzie został szefem rady zakładowej. W latach 1972–1993 zasiadał w radzie nadzorczej grupy Volkswagen, od 1989 także w ogólnoeuropejskiej radzie pracowniczej.
Został działaczem Socjaldemokratycznej Partii Niemiec. Był jej szefem w północnej Hesji, członkiem zarządu w landzie Hesji i władz krajowych. W 1979 kandydował do Parlamentu Europejskiego, mandat zdobył 16 stycznia 1980 po rezygnacji Karla W.H. Hauenschilda. W 1984 i 1989 uzyskiwał reelekcję. Przystąpił do grupy socjalistów, należał m.in. do Komisji ds. Gospodarczych i Walutowych oraz Polityki Przemysłowej (przez trzy kadencje). Był wiceprzewodniczącym (1983–1984, 1985–1989) i przewodniczącym (1989–1992) Delegacji ds. stosunków z Austrią, a potem do 1994 wiceszefem wspólnej komisji parlamentarnej WE i Austrii. Po odejściu z PE zasiadał we władzach SPD w powiecie Schwalm-Eder, opublikował także kilka książek ze wspomnieniami z okresu aktywności politycznej.